# Berwick Rangers Football Club
El Berwick Rangers Football Club es un club de fútbol de Inglaterra, con sede en Berwick-upon-Tweed. Fue fundado en 1881 y compite en la Lowland Football League, quinta categoría del fútbol escocés.

## Historia
El Berwick Rangers se fundó oficialmente el 7 de enero de 1884 tras un partido que se jugó en la ciudad entre un equipo de obreros de Dunbar y de empleados ferroviarios de Newcastle.
Su mayor logro lo consiguió en la temporada 1978–79 cuando el equipo quedó primero en la Segunda División de Escocia y jugó por primera vez en su historia la Primera División de Escocia. Aunque duró poco, ya que a las dos temporadas siguientes el club descendió y jugó de nuevo en la Segunda División de Escocia. En 1989 el club entró en bancarrota, hasta que finalmente en 1994 tras una ayuda económica el club volvió a jugar en la Primera División de Escocia.

## Entrenadores
- Bobby Ancell (1950-52)
- John Thompson (1952-53)
- Jerry Kerr (1953-54)
- Danny McLennan (1957-60)
- Jim McIntosh (1960-63)
- Ian Spence (1963-66)
- Jock Wallace (1966-69)
- Harry Melrose (1969-75)
- Walter Galbraith (1975)
- Gordon Haig (1976)
- Dave Smith (1976-80)
- Frank Connor (1980-82)
- Jim McSherry (1982-83)
- Eric Tait (1983-87)
- Jimmy Thomson (1987-88)
- Jim Jefferies (1988-90)
- Ralph Callachan (1990-92)
- Jimmy Crease (1992-94)
- Tom Hendrie (1994-96)
- Ian Ross (1996)
- Jimmy Thomson (1996-97)
- Paul Smith (1997-04)
- Sandy Clark (2004-05)
- John Coughlin (2005-07)
- Michael Renwick (2007-08)
- Jimmy Crease (2008) (interino)
- Allan McGonigal (2008)
- Jimmy Crease (2008-11)
- Ian Little (2011-14)
- Colin Cameron (2014-15)
- John Coughlin (2015-17)
- Robbie Horn (2017-18)
- Johnny Harvey (2018-19)
- John Brownlie (2019)
- Ian Little (2019-21)
- Stuart Malcolm (2021-23)
- Tam Scobbie (2023-)

## Palmarés

### Torneos nacionales
- Tercera División de Escocia (1): 1978-79
- Cuarta División de Escocia (1): 2006-07